# ゼアズ・ア・プレイス
「ゼアズ・ア・プレイス」（There's a Place）は、ビートルズの楽曲である。1963年3月に発売された1作目のイギリス盤公式オリジナル・アルバム『プリーズ・プリーズ・ミー』に収録された。主にジョン・レノンによって書かれた楽曲で、作曲者名はマッカートニー＝レノン名義となっている。アメリカでは、1963年7月にヴィージェイ・レコードから発売された編集盤『Introducing ... The Beatles』に収録された。その後、1964年3月にシングル盤『ツイスト・アンド・シャウト』のB面曲として発売され、Billboard Hot 100で最高位74位を記録した。
レノンは、「ゼアズ・ア・プレイス」はモータウンのような曲を目指して書いた楽曲であると説明している。ポール・マッカートニーによると、本作のタイトルは1961年の映画『ウエスト・サイド物語』のサウンドトラック・アルバムに収録の「There's a place for us」に由来するとのこと。歌詞は、主人公が心の中にある楽園に引きこもることで、孤独を克服するという内容になっている。
「ゼアズ・ア・プレイス」は、多数の音楽評論家から好意的な反応を得ていて、そのうちの1人はハーモニーを称賛し、「歌詞に同時代のポップスには見られない深みがある」と評価している。また、「アイム・オンリー・スリーピング」をはじめとする、後のビートルズ、特にレノンが手がけた内省的な楽曲の先駆けと評価する者もいる。

## 背景
ビートルズの伝記作家や歴史家のうち、マーク・ルイソン、ウォルター・エヴェレット、ティム・ライリー、マーク・ハーツガードらは、「ゼアズ・ア・プレイス」の主な作者としてレノンの名を挙げている。レノン自身も1971年のインタビューで自身が作者であることを認めており、1980年に「『ゼアズ・ア・プレイス』では、モータウンのような曲を目指していた。黒っぽいやつをね。『僕の心に悲しみなんかない』―みんなが抱えていることさ」と振り返っている。音楽評論家のイアン・マクドナルドは、レノンがアイズレー・ブラザーズを参考にしたのではないかと推測しているが、その一方で「その影響は完成した楽曲では見られない」と述べている。また、エヴェレットは本作が特にモータウンの影響を受けていると考えていないが、スプリームスが1961年に発売した「アイ・ウォント・ア・ガイ」との比較を行なっている。
マッカートニーは、1997年に出版された自伝『Many Years from Now』の中で、フォースリン・ロード20番地にある（幼少期を過ごした）家の玄関でレノンと共作したとし、「（自分の）オリジナルのアイデアに偏っている」と述べている。マッカートニーは、レナード・バーンスタインとタイトルはレナード・バーンスタインとスティーヴン・ソンドハイムとスティーヴン・ソンドハイムが作曲した映画『ウエスト・サイド物語』のサウンドトラック・アルバムを持っていて、同アルバムに収録の「There's a Place for Us」から「There's a Place」というフレーズを導き出したと語っている。

## 曲の構成
「ゼアズ・ア・プレイス」のキーはEメジャーで、4分の4拍子で演奏される。ビートルズとしては珍しく演奏時間が短い楽曲で、曲中でブリッジは1つしかない。エヴェレットは、本作ではビートルズの初期の曲から一部拝借していると述べている。その例として、「『ラヴ・ミー・ドゥ』のコーラスからIを交互にIVで装飾する2小節のグルーピングを引用し、本作の最初のヴァースに加えている」とし、「『プリーズ・プリーズ・ミー』から、ジョージ・ハリスンが演奏するギターとジョン・レノンが演奏するハーモニカが同じオクターブをまたぐラインが使われている」としている。また、本作の冒頭のベース音は♮Bであり、これは「プリーズ・プリーズ・ミー」で聴けるものと同じである。ビートルズの初期のシングルの多くがそうであるように、本作はハーモニカをフィーチャーしている。
レノンとマッカートニーは、本作を完全四度と完全五度の2声ハーモニーで歌っていて、レノンが低音部、マッカートニーが高音部を歌っている。これについて、マッカートニーは「2人で歌った。僕が高音部で、ジョンが低音部とメロディだ。これはいいことで、後で楽譜に書く時にメロディがどこにあるのかを決める必要がなかったんだ」と語っている。ハリスンはバッキング・ボーカルを担当している。
本作の歌詞は、私語りの形式で書かれている。曲中で語り手は、自己充足していることを宣言し、心の中に引きこもることで孤独を乗り越えることができると述べている。アラン・W・ポラックは、本作について「自信に満ちた言葉とは裏腹に、逆説的に非常に緊張感がある音楽」としている。エヴェレットも本作を「幸福とうつ病の異常な調和」と表現している。

## レコーディング
ビートルズは1963年2月11日に、アルバム『プリーズ・プリーズ・ミー』のレコーディングの大半を、3つのセッションに分けて合計12時間45分かけて行なった。レコーディングはEMIレコーディング・スタジオのスタジオ2で行われ、プロデュースはジョージ・マーティンが手がけ、エンジニアはノーマン・スミスが担当した。当時レノンは風邪をひいていて、セッション中もレノンとマッカートニーは鼻をすすり、咳をしていた。ビートルズは、最初に「ゼアズ・ア・プレイス」を10テイク録音し、その間にリズムギターとベースのパートを作り直した。昼休みの後、レノンはテイク10にハーモニカをオーバー・ダビングして曲を完成させた。レノンは3度オーバー・ダビングを試しており、それらはテイク11から13とナンバリングされ、そのうちテイク13が「ベスト」とされた。
2月25日、マーティンはスミスの協力のもと、EMIレコーディング・スタジオのスタジオ1でアルバムの編集およびミキシングを行なった。2人はテイク13を使用して、「ゼアズ・ア・プレイス」のモノラル・ミックスとステレオ・ミックスを作成し、レノンのハーモニカに重い残響音を加えた。なお、ミキシング作業には、ビートルズのメンバーは立ち会っていない。

## リリース・評価
パーロフォンは、1963年3月22日にイギリスでアルバム『プリーズ・プリーズ・ミー』を発売。「ゼアズ・ア・プレイス」は「蜜の味」と「ツイスト・アンド・シャウト」の間に配置された。同年8月まで「レノン＝マッカートニー」という呼称が使用されていなかったことから、作者名は「マッカートニー＝レノン」というクレジットになっている。『レコード・ミラー』誌にアルバムのレビューを寄稿したノーマン・ジョプリングは、本作について「切ない」「バッキングに明確なビートがある」とし、「典型的なナンバー。傑出した曲ではないものの、魅力的な曲」と結論づけている。
ヴィージェイ・レコードは、1963年7月22日にアメリカでは初となるビートルズのアルバム『Introducing ... The Beatles』を発売。こちらでも「蜜の味」と「ツイスト・アンド・シャウト」の間に配置された。発売当初は注目されることはなかったが、1963年12月にアメリカでビートルマニアが到達し、ビートルズの人気が急上昇すると、レコード会社は音源の再販を急ぎ、1964年1月27日にアルバムを再発売した。トリー・レコードは、1964年3月2日にアメリカで「ゼアズ・ア・プレイス」をシングル盤『ツイスト・アンド・シャウト』のB面曲として発売。本作はBillboard Hot 100で最高位74位を記録した。
作家のグリール・マーカスは、本作について「白熱していて、リンゴ・スターのドラミングを中心としたアレンジは息を呑むほど」と評し、本作の音楽性と歌詞が後のビートルズの音楽の成功の雛形になったと主張している。ロックの殿堂のハワード・クレイマーは、本作がビートルズ初期の影響を示していて、エヴァリー・ブラザースのようなハーモニーとブリル・ビルディング式のソングライティングを結びつけていると述べている。ハーツガードは、本作と「ミズリー」について「『プリーズ・プリーズ・ミー』における“2つの眠れる美女”」という認識を示している。ライリーも「『アスク・ミー・ホワイ』や『ドゥ・ユー・ウォント・トゥ・ノウ・ア・シークレット』のようなティーニーボッパーな曲よりも、より成熟している」と述べている。
ハーツガード、クリス・インガム、イアン・マーシャルはそれぞれ、本作の歌詞がアルバムの他の楽曲のそれよりも深く、後のビートルズ、特にレノンのより内省的な構成を先取りしていると述べている。ケヴィン・ハウレットとルイソンはこの曲がレノンの「自分探しと、そのような知識がもたらす充実感への初期の魅力」を示していると述べている。ハーツガードは、本作の「自由な発想の感性」は、後にレノンが1966年に発表した「アイム・オンリー・スリーピング」や「トゥモロー・ネバー・ノウズ」で展開されたと論じている。作家のジョナサン・グールドは、2007年に出版した著書『Can't Buy Me Love』の中で、本作を「『プリーズ・プリーズ・ミー』のぎこちないリライト」と切り捨て、本作の歌詞を「ひどい」「この曲が後のビートルズの内省的な歌詞の先取りだと見る人は寛大すぎる」と述べている。
複数のライターが本作とザ・ビーチ・ボーイズが1963年に発表した「イン・マイ・ルーム」を比較しており、ライリーはビートルズの楽曲を「はるかに良い」と考えており、音楽評論家のロバート・クリストガウとジョン・ピッカレラも「レノンには自分の部屋以外に行くべき場所があり、ブライアン・ウィルソンよりもそこに行く方法がある」と述べている。ライリーは、ビートルズのハーモニーとザ・ビーチ・ボーイズのハーモニーを比較して、「レノンとマッカートニーがザ・ビーチ・ボーイズによる同様の試みの効果を倍増させる」と述べている。ハーツガードも同様にボーカルを称賛しており、曲の冒頭でのハーモニーを「崇高」と表現している。

## クレジット
※出典（特記を除く）
- ジョン・レノン - ボーカル、リズムギター、ハーモニカ
- ポール・マッカートニー - ボーカル、ベース
- ジョージ・ハリスン - リードギター、バッキング・ボーカル
- リンゴ・スター - ドラム
- ジョージ・マーティン - プロデュース[14]
- ノーマン・スミス - エンジニア[14]

## カバー・バージョン
- フレイミン・グルーヴィーズ - 1978年に発売されたアルバム『Flamin' Groovies Now』に収録[38]。
- チャーリー・ガルスィア - 1995年に発売されたライブ・アルバム『Estaba en llamas Cuando Me』に収録[39]。
- ディッキーズ（英語版） - 1998年に発売されたライブ・アルバム『Dogs From the Hare that Bit Us』に収録[40]。
- スミザリーンズ（英語版） - 2008年に発売されたカバー・アルバム『B-Sides The Beatles』に収録[41]。
- ガブリエル・アプリン - 2013年にBBC Radio 2で放送された『12 Hours to Please Me』で演奏[42]。